# Liste sizilianischer Künstler
Die Liste von Künstlern Siziliens gibt einen Überblick über Künstler, die aus Sizilien stammen oder von denen ein wesentlicher Tätigkeitsschwerpunkt auf Sizilien liegt und über die es in der deutschsprachigen Wikipedia einen Artikel gibt.
(Artikel zu Personen, die in diese Liste aufgenommen werden, bitte auch in die Liste bekannter Sizilianer bzw. die Liste von Personen mit Bezug zu Sizilien aufnehmen)

## Architekten

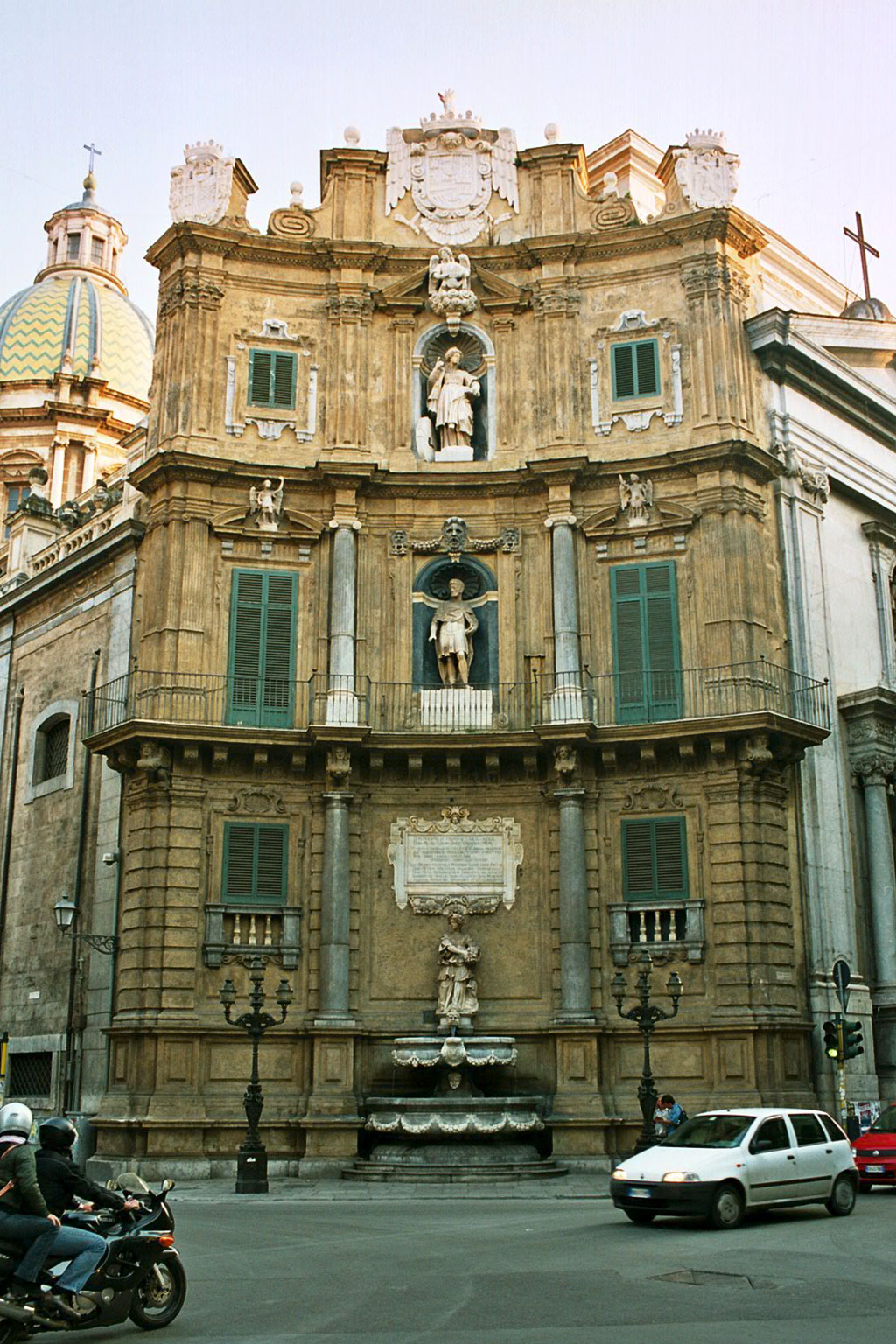
Palast am Quattro Canti in Palermo von Giulio Lasso

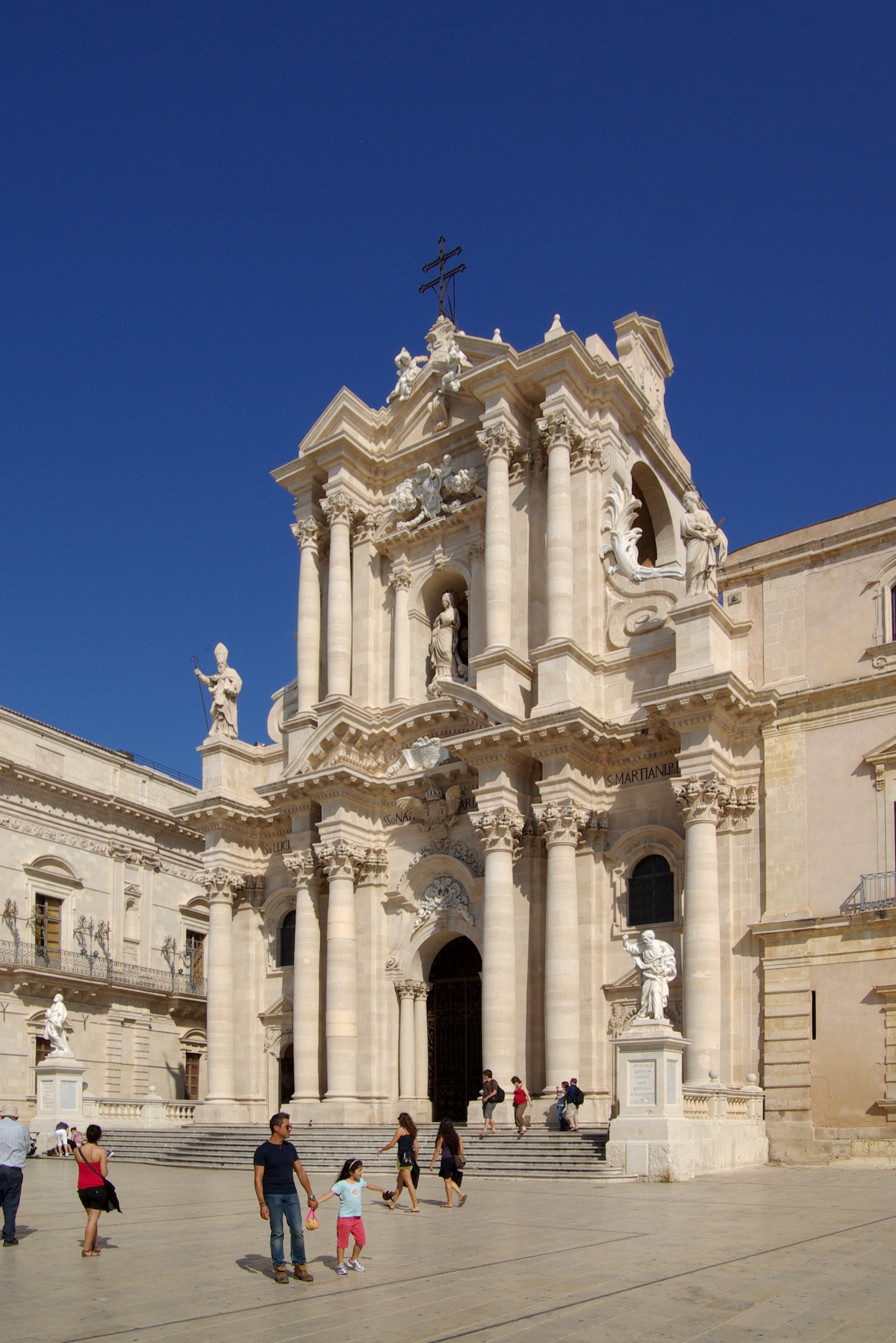
Kathedrale von Syrakus in Syrakus von Andrea Palma

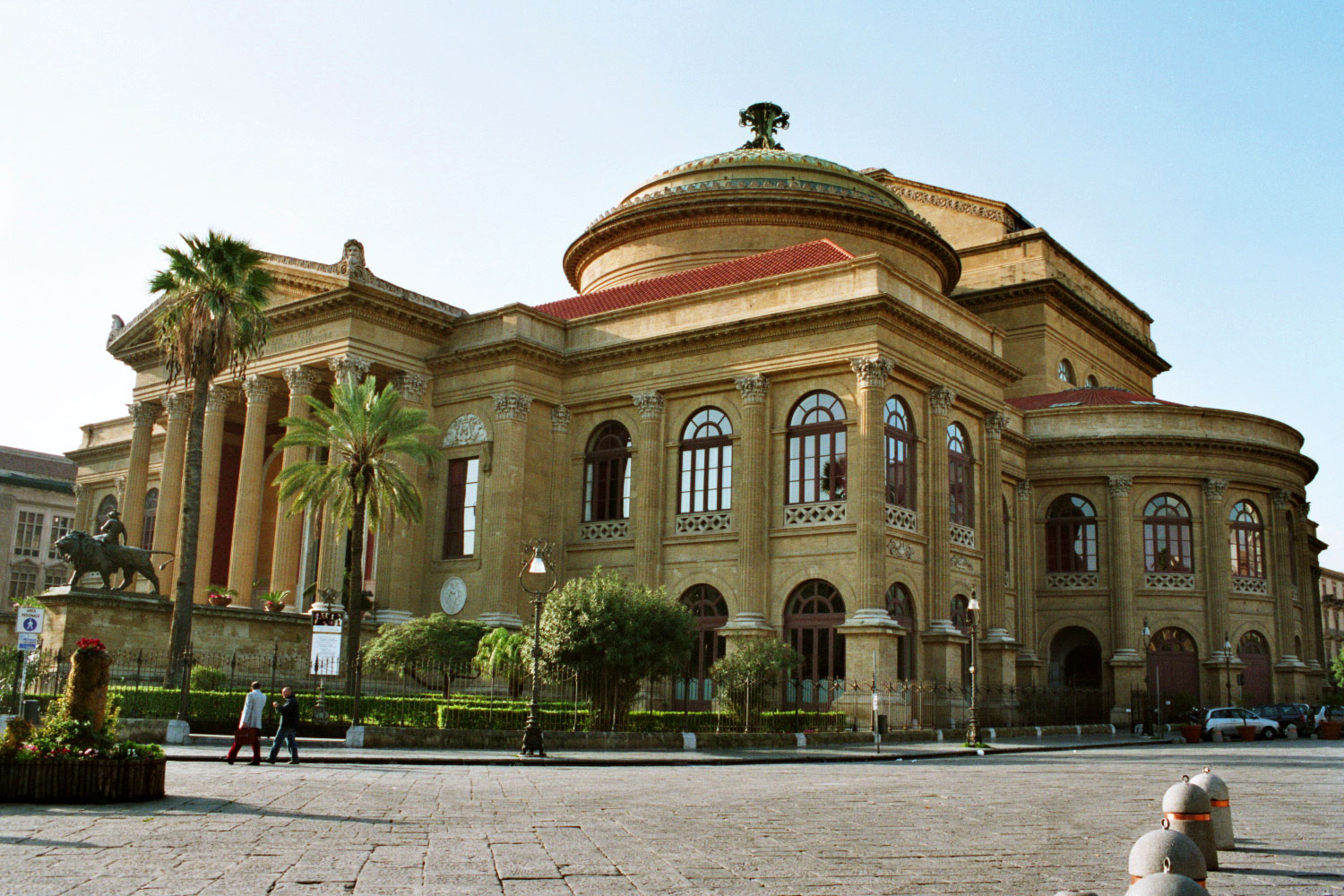
Teatro Massimo in Palermo von Ernesto Basile

(suchen)
|                                  |                   |                                                                     |
| Giovanni Angelo Montorsoli       | (um 1507–1563)    | Schüler des Michelangelo, 1547–1557 Dombaumeister in Messina        |
| Giacomo del Duca                 | (1520–1604)       | Schüler des Michelangelo, ab 1589 Stadtbaumeister in Messina        |
| Andrea Calamech                  | (1524–1589)       | Architekt und Bildhauer, Hauptwerke in Messina                      |
| Giulio Lasso                     | († 1617)          | Vertreter des sizilianischen Barocks, Hauptwerke in Palermo         |
| Antonio Muttone                  | († 1623)          | Architekt von Klosterbauten des Frühbarock                          |
| Mariano Smiriglio                | (1561–1636)       | Architekt und Maler zwischen Manierismus und Barock in Palermo      |
| Natale Masuccio                  | (1568–1619)       | Architekt des Barock, Hauptwerke in Palermo und Messina             |
| Andrea Cirrincione               | (1607–1683)       | Architekt des Barock und Dominikaner in Palermo                     |
| Guarino Guarini                  | (1624–1683)       | Vertreter des sizilianischen Barocks, Hauptwerke in Messina         |
| Angelo Italia                    | (1628–1700)       | Architekt des Barock in Palermo, Jesuit                             |
| Paolo Amato                      | (1634–1714)       | Architekt des Barock in Palermo                                     |
| Giacomo Amato                    | (1643–1732)       | Vertreter des römischen Barock in Palermo                           |
| Andrea Palma                     | (17. Jahrhundert) | Vertreter des sizilianischen Barocks, Hauptwerke in Syrakus         |
| Tommaso Maria Napoli             | (1659–1725)       | Architekt, Mathematiker und Dominikaner in Palermo                  |
| Filippo Juvarra                  | (1678–1736)       | Baumeister des Barocks                                              |
| Giuseppe Mariani                 | (1681–1731)       | Architekt des Barock, Hauptwerke in Palermo                         |
| Giovanni Biagio Amico            | (1684–1754)       | Architekt des Spätbarock, Hauptwerke in Westsizilien                |
| Francesco Ferrigno               | (1686–1766)       | Architekt des Barock                                                |
| Nicolò Palma                     | (1694–1779)       | Architekt des Klassizismus in Palermo                               |
| Rosario Gagliardi                | (1698–1762)       | Vertreter des sizilianischen Barocks, Hauptwerke in Noto            |
| Gaetano Lazzara                  | (aktiv 1700–1731) | Architekt des Barock in Palermo                                     |
| Francesco Battaglia              | (1701–1788)       | Architekt des Spätbarock                                            |
| Giovanni Battista Vaccarini      | (1702–1768)       | Vertreter des sizilianischen Barocks, Stadtbaumeister in Catania    |
| Francesco Paolo Labisi           | (1720–1798)       | Architekt des Barock                                                |
| Vincenzo Sinatra                 | (1720–1765)       | Vertreter des sizilianischen Barocks, Hauptwerke in Noto und Ispica |
| Stefano Ittar                    | (1724–1790)       | Vertreter des sizilianischen Barocks, Hauptwerke in Catania         |
| Giovan Battista Cascione         | (1729–1790)       | Vertreter des Neoklassizismus, Hauptwerke in Palermo                |
| Giuseppe Venanzio Marvuglia      | (1729–1814)       | Vertreter des Neoklassizismus, Hauptwerke in Palermo                |
| Andrea Gigante                   | (1731–1787)       | Vertreter der Spätbarock und Neuklassizismus                        |
| Giacomo Minutoli                 | (1765–1827)       | Architekt des Klassizismus                                          |
| Letterio Subba                   | (1787–1868)       | Architekt des Klassizismus                                          |
| Francesco Saverio Cavallari      | (1809–1896)       | Architekt, Maler und Archäologe                                     |
| Saro Zagari                      | (1821–1897)       | Architekt und Bildhauer des Klassizismus                            |
| Giovanni Battista Filippo Basile | (1825–1891)       | Architekt und Landschaftsarchitekt                                  |
| Ernesto Basile                   | (1857–1932)       | Vertreter des Jugendstils, Hauptwerke in Palermo                    |

## Maler

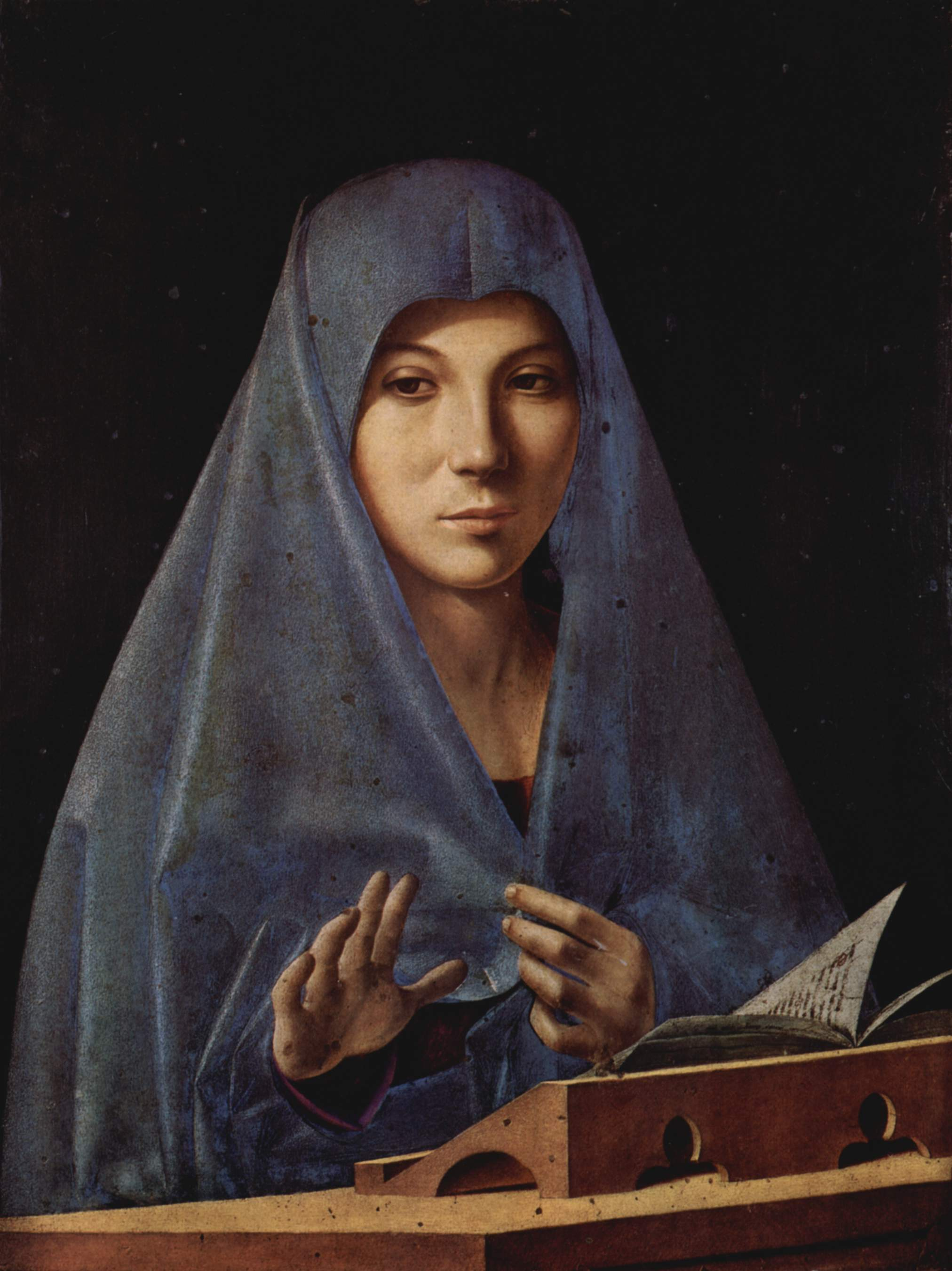
Madonna Annunziata von Antonello da Messina

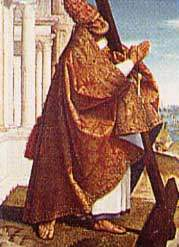
Petrus von Girolamo Alibrandi

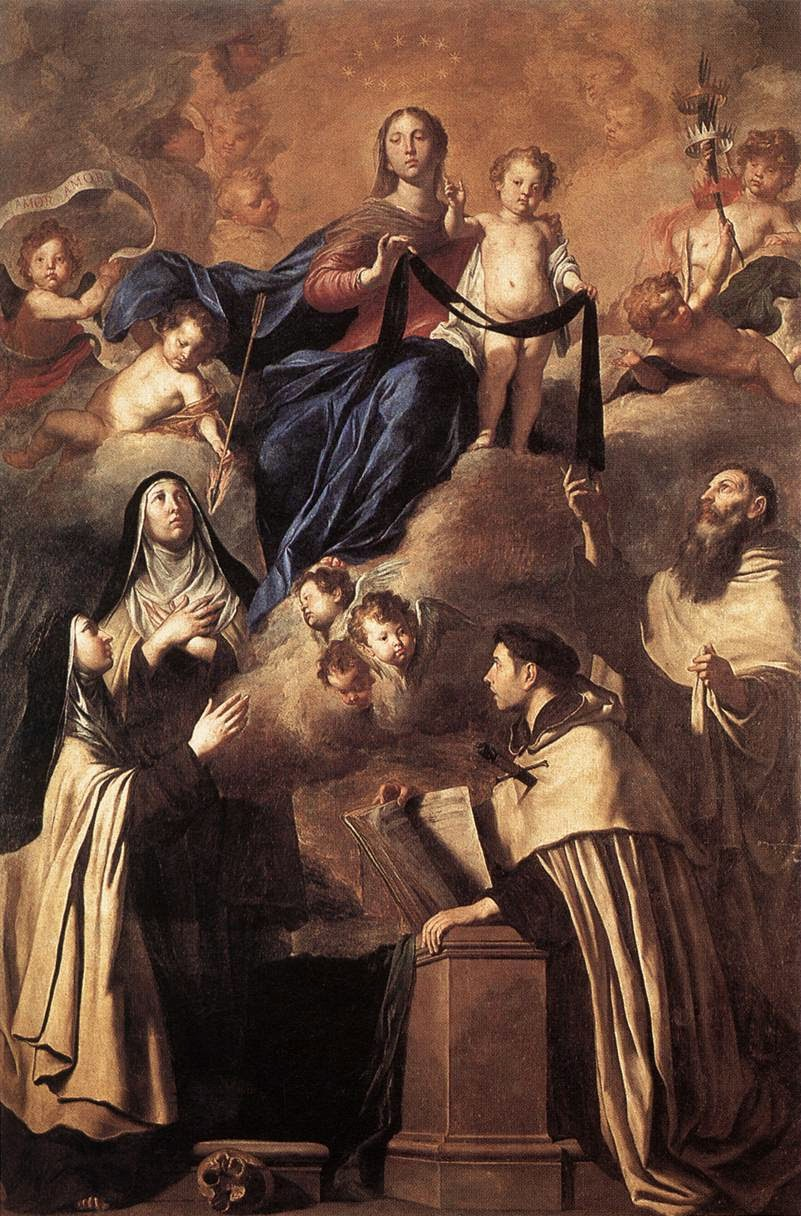
Madonna und Heilige von Pietro Novelli

(suchen)
|                             |                            |                                                                                         |
| Stefano Giordano            | (15. Jahrhundert)          | Maler des Manierismus                                                                   |
| Gaspare da Pesaro           | (1421–1462)                | Maler der Frührenaissance                                                               |
| Antonello da Messina        | (1430–1479)                | Frührenaissancemaler religiöser Motive und Porträts                                     |
| Tommaso de Vigilia          | (aktiv 1444–1494)          | Maler der Frührenaissance                                                               |
| Riccardo Quartararo         | (1443–1506)                | Maler der Renaissance                                                                   |
| Salvo d’Antonio             | (nach 1461-vor 1526)       | Maler der Frührenaissance                                                               |
| Alfonso Franco              | (1466–1523)                | Maler der Renaissance, Hauptwerke in Messina                                            |
| Pietro Ruzzolone            | (aktiv 1484–1522)          | Maler der Frührenaissance                                                               |
| Antonello de Saliba         | (1466/67–1535)             | Renaissancemaler (Bruder von Pietro de Saliba und Neffe des Antonello da Messina)       |
| Girolamo Alibrandi          | (1470–1524)                | Renaissancemaler, Hauptwerke in Messina                                                 |
| Antonello Crescenzio        | (1476–1542)                | Maler der Renaissance                                                                   |
| Jacopo d’Antonello          | (1479–1508)                | Maler der Renaissance                                                                   |
| Polidoro da Caravaggio      | (1492–1543)                | Maler des Manierismus                                                                   |
| Antonio Giuffrè             | (1493–1543)                | Renaissancemaler, Hauptwerke in Messina                                                 |
| Pietro de Saliba            | (????–1530)                | Renaissancemaler (Bruder des Antonello de Saliba und Neffe des Antonello da Messina)    |
| Niccolò Spalletta           | (tätig im 16. Jh.)         | Maler der Frührenaissance                                                               |
| Giovannello da Itala        | (tätig im 16. Jahrhundert) | Maler der Renaissance, Hauptwerke in Messina                                            |
| Giovanni Matta              | (tätig im 16. Jh.)         | Maler der Renaissance                                                                   |
| Jacopo Vigneri              | (tätig im 16. Jh.)         | Maler der Renaissance, Hauptwerke in Messina                                            |
| Deodato Guinaccia           | (1510–1585)                | Maler der Renaissance                                                                   |
| Mariano Riccio              | (1510–1593)                | Maler der Renaissance, Hauptwerke in Messina                                            |
| Vincenzo degli Azani        | (tätig 1519–1557)          | Maler der Renaissance, Hauptwerke in Palermo                                            |
| Antonio Ferraro             | (1523–1609)                | Maler, Bildhauer und Stuckateur des Manierismus                                         |
| Filippo Paladini            | (1544–1614)                | Maler des Manierismus                                                                   |
| Antonio Spatafora           | (um 1550–1613)             | Renaissancemaler, Hauptwerke in Messina                                                 |
| Giuseppe d’Alvino           | (1550–1611)                | Maler des Manierismus                                                                   |
| Vito Carrera                | (1555–1623)                | Maler des Manierismus                                                                   |
| Antonio Catalano            | (1560–1630)                | Maler der Renaissance                                                                   |
| Orazio Ferraro              | (1561–1643)                | Stuckateur und Maler                                                                    |
| Pietro Antonio Novelli      | (1568–1625)                | Maler und Mosaizist                                                                     |
| Giovanni Paolo Fondulli     | (aktiv 1568–1600)          | Renaissancemaler                                                                        |
| Zoppo di Gangi              | (1570–1620)                | Maler des Spätmanierismus                                                               |
| Mario Minniti               | (1577–1640)                | Maler des Barocks                                                                       |
| Vincenzo La Barbera         | (um 1577-um 1647)          | Maler des Manierismus                                                                   |
| Alonso Rodriguez (Maler)    | (1578–1648)                | Maler des Barocks, Hauptwerke in Messina                                                |
| Pietro D’Asaro              | (1579–1647)                | Maler des Manierismus                                                                   |
| Giovanni Simone Comandè     | (1580–1634)                | Maler der Renaissance, Hauptwerke in Messina                                            |
| Andrea Carrera              | (1590–1677)                | Maler des Barocks                                                                       |
| Placido Saltamacchia        | (dok. 1595–1616)           | Historien- und Bildnismaler                                                             |
| Antonio Barbalonga          | (1600–1649)                | Barockmaler, Hauptwerke in Messina                                                      |
| Pietro Novelli              | (1603–1647)                | Renaissancemaler religiöser Motive                                                      |
| Giovanni Battista Quagliata | (1603–1673)                | Barockmaler und Architekt                                                               |
| Giovanni Fulco              | (1605–1689)                | Barockmaler                                                                             |
| Domenico Guargena           | (1610–1663)                | Barockmaler                                                                             |
| Domenico Maroli             | (1612–1676)                | Barockmaler                                                                             |
| Giacinto Platania           | (1612–1691)                | Barockmaler                                                                             |
| Onofrio Gabrielli           | (1619–1706)                | Barockmaler                                                                             |
| Michele Blasco              | (1628–1685)                | Barockmaler                                                                             |
| Rosalia Novelli             | (1628–?)                   | Barockmalerin                                                                           |
| Andrea Suppa                | (1628–1671)                | Barockmaler, Hauptwerke in Messina                                                      |
| Agostino Scilla             | (1629–1700)                | Barockmaler, auch als Paläontologe, Numismatiker und Geologe tätig                      |
| Pietro Aquila               | (um 1630–1692)             | Maler, Zeichner, Kupferstecher des Klassizismus                                         |
| Bartolomeo Tricomi          | (um 1630–1709)             | Maler des Barocks                                                                       |
| Filippo Giannetto           | (1640–1702)                | Barockmaler                                                                             |
| Giacinto Calandrucci        | (1646–1707)                | Barockmaler, Hauptwerke in Palermo                                                      |
| Filippo Tancredi            | (1655–1722)                | Barockmaler                                                                             |
| Antonio Grano               | (1660–1780)                | Barockmaler, Hauptwerke in Palermo                                                      |
| Giovanni Tuccari            | (1667–1743)                | Barockmaler, Vertreter des sizilianischen Barocks                                       |
| Nicola van Houbraken        | (1668–nach 1724)           | Barockmaler, Hauptwerke in Messina                                                      |
| Antonio Filocamo            | (1669–1743)                | Maler des Barocks, Hauptwerke in Messina                                                |
| Guglielmo Borremans         | (1676–1724)                | aus Antwerpen stammender sizilianischer Maler                                           |
| Paolo Filocamo              | (1688–1743)                | Maler des Barocks, Hauptwerke in Messina                                                |
| Olivio Sozzi                | (1690–1765)                | Maler von Tafelbildern und Fresken                                                      |
| Litterio Paladini           | (1691–1743)                | Barockmaler und Kupferstecher                                                           |
| Filippo Randazzo            | (1692–1744)                | Maler des Klassizismus                                                                  |
| Gaspare Serenario           | (1694–1759)                | Barockmaler, Hauptwerke in Palermo                                                      |
| Pietro Paolo Vasta          | (1697–1760)                | Barockmaler, Vertreter des sizilianischen Barocks                                       |
| Giacomo Lo Verde            | (17. Jahrhundert)          | Maler des Barock                                                                        |
| Pietro Martorana            | (1705–1749)                | Maler des klassizistischen Spätbarock                                                   |
| Giuseppe Tresca             | (1710–1795)                | Maler des Spätbarock                                                                    |
| Giuseppe Vasi               | (1710–1782)                | Grafiker und Vedutenstecher                                                             |
| Giuseppe Crestadoro         | (um 1711–1808)             | Maler des Spätbarock                                                                    |
| Fedele Tirrito              | (1717–1801)                | Maler des Barocks                                                                       |
| Vito D’Anna                 | (1718–1769)                | Maler des Rokoko, Hauptwerke in Palermo                                                 |
| Giuseppe Paladini           | (1721–1794)                | Maler des Barocks                                                                       |
| Sebastiano Lo Monaco        | (1730–1775)                | Maler des Spätbarocks                                                                   |
| Antonio Manno               | (1730–1810)                | Maler des Manierismus                                                                   |
| Gaetano Mercurio            | (1730–1790)                | Maler des Barock                                                                        |
| Mariano Rossi               | (1731–1807)                | Maler des Klassizismus                                                                  |
| Francesco Sozzi             | (1732–1795)                | Maler des Spätbarock                                                                    |
| Gaspare Fumagalli           | (1735–1785)                | Maler aus Rom in Palermo                                                                |
| Gioacchino Martorana        | (1735–1779)                | Maler des Klassizismus                                                                  |
| Antonio Manno               | (1739–1810)                | Maler des Klassizismus                                                                  |
| Elia Interguglielmi         | (1746–1835)                | Maler des Spätbarock und Klassizismus                                                   |
| Giuseppe Velasco            | (1750–1827)                | Vertreter des mediterranen Neoklassizismus, Hauptwerke in Palermo                       |
| Matteo Desiderato           | (1752–1827)                | Maler des Klassizismus                                                                  |
| Francesco Manno             | (1754–1831)                | Maler und Architekt des Klassizismus                                                    |
| Francesco Guadagnino        | (1755–1829)                | Maler des Klassizismus                                                                  |
| Giuseppe Errante            | (1760–1821)                | Maler des klassischen Eklektizismus                                                     |
| Vincenzo Riolo              | (1772–1837)                | Maler des Klassizismus in Palermo                                                       |
| Giuseppe Patania            | (1780–1852)                | Maler des Klassizismus in Palermo                                                       |
| Raffaello Politi            | (1783–1865)                | Maler und Archäologe                                                                    |
| Giuseppe Zacco              | (1786–1834)                | Maler von Altarbildern                                                                  |
| Giovanni Patricolo          | (1789–1861)                | Maler des Klassizismus in Palermo                                                       |
| Giuseppe Gandolfo           | (1792–1855)                | Porträtmaler                                                                            |
| Giuseppe Vaccaro            | (1793–1866)                | Maler, Bildhauer und Restaurator                                                        |
| Francesco Zerilli           | (um 1794–1837)             | Maler des Klassizismus                                                                  |
| Giuseppe Rapisardi          | (1799–1853)                | Maler zwischen Neoklassizismus und Romantik                                             |
| Michele Panebianco          | (1806–1873)                | Maler des Klassizismus                                                                  |
| Tommaso Aloisio Juvara      | (1809–1875)                | Zeichner und Kupferstecher                                                              |
| Salvatore Lo Forte          | (1809–1885)                | Maler des Klassizismus                                                                  |
| Giacomo Conti               | (1813–1888)                | Maler des Klassizismus                                                                  |
| Michele Rapisardi           | (1822–1886)                | Maler                                                                                   |
| Francesco Lojacono          | (1838–1915)                | Landschaftsmaler                                                                        |
| Antonino Gandolfo           | (1841–1910)                | Hauptwerke in Catania                                                                   |
| Otto Geleng                 | (1843–1939)                | deutscher Landschaftsmaler, lebte in Taormina und war dort auch als Bürgermeister tätig |
| Antonino Leto               | (1844–1913)                | Maler des Impressionismus                                                               |
| Paolo Vetri                 | (1855–1937)                | Porträt- und Freskenmaler                                                               |
| Sebastiano Guzzone          | (1856–1890)                | Porträtmaler                                                                            |
| Enrico Cavallaro            | (1858–1895)                | Hauptwerke in Palermo                                                                   |
| Rocco Lentini               | (1858–1943)                | Hauptwerke in Palermo                                                                   |
| Alessandro Abate            | (1867–1952)                | Maler des Jugendstils                                                                   |
| Gennaro Pardo               | (1867–1927)                | Maler von Fresken und Historienbildern                                                  |
| Giovanni Lentini            | (1882–1955)                | Maler von Landschaften und Genreszenen                                                  |
| Renato Guttuso              | (1911–1987)                | Vertreter des Realismus                                                                 |
| Alberto Burri               | (1915–1995)                | Vertreter des Informel, errichtete das Denkmal von Gibellina                            |
| Franco Battiato             | (* 1945)                   | Musiker und Maler unter dem Pseudonym Süphan Barzani                                    |
| Antonio Santacroce          | (* 1946)                   | Maler, Grafiker und Bildhauer                                                           |
| Salvo                       | (1947–2015)                | Maler, Fotograf und Konzeptkünstler                                                     |
| Lorenzo Maria Bottari       | (* 1949)                   | Maler und Grafiker                                                                      |
| Alessandro Bazan            | (* 1966)                   | zeitgenössischer Maler                                                                  |

## Bildhauer

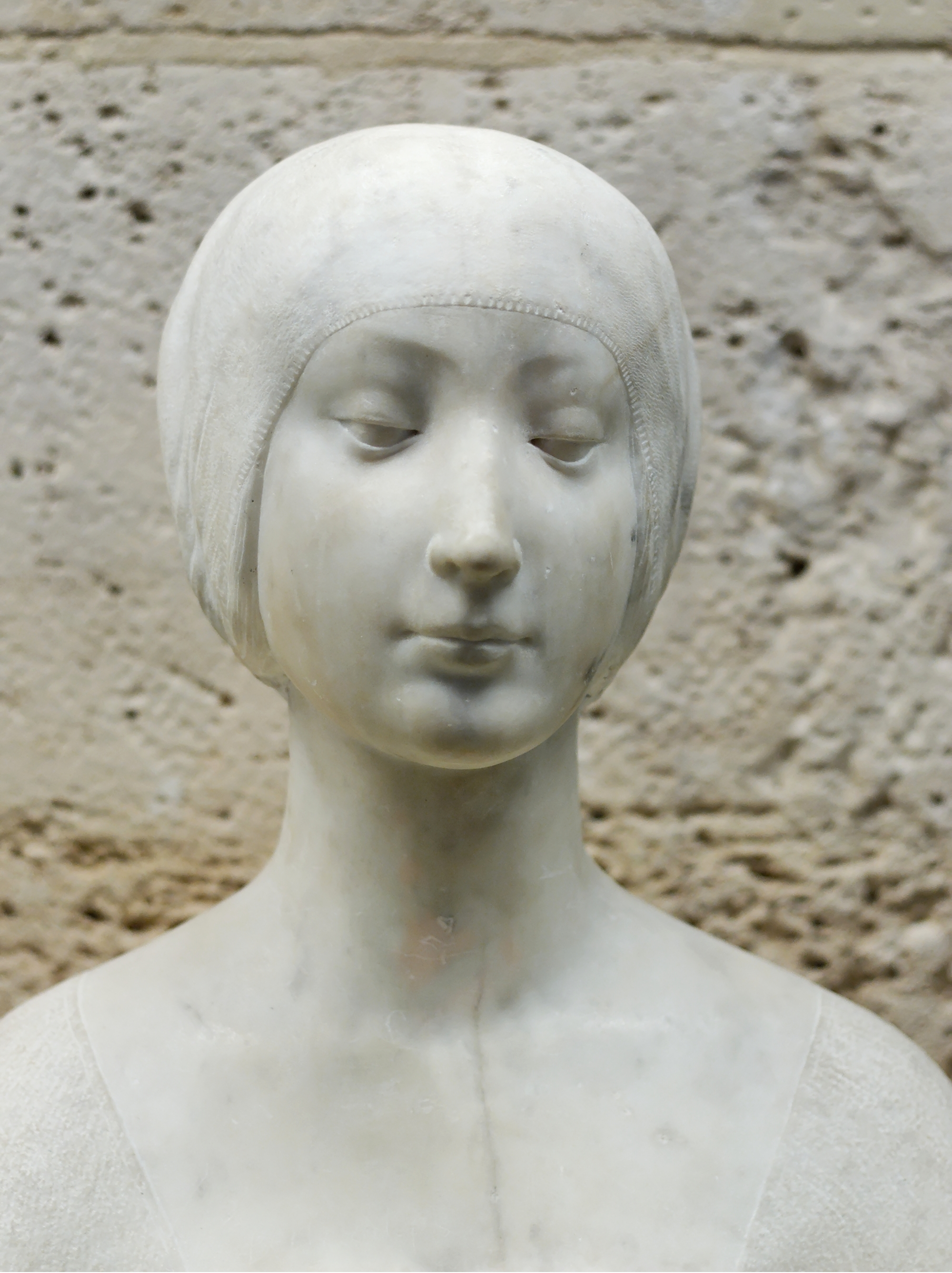
Marmorbüste einer Prinzessin von Francesco Laurana

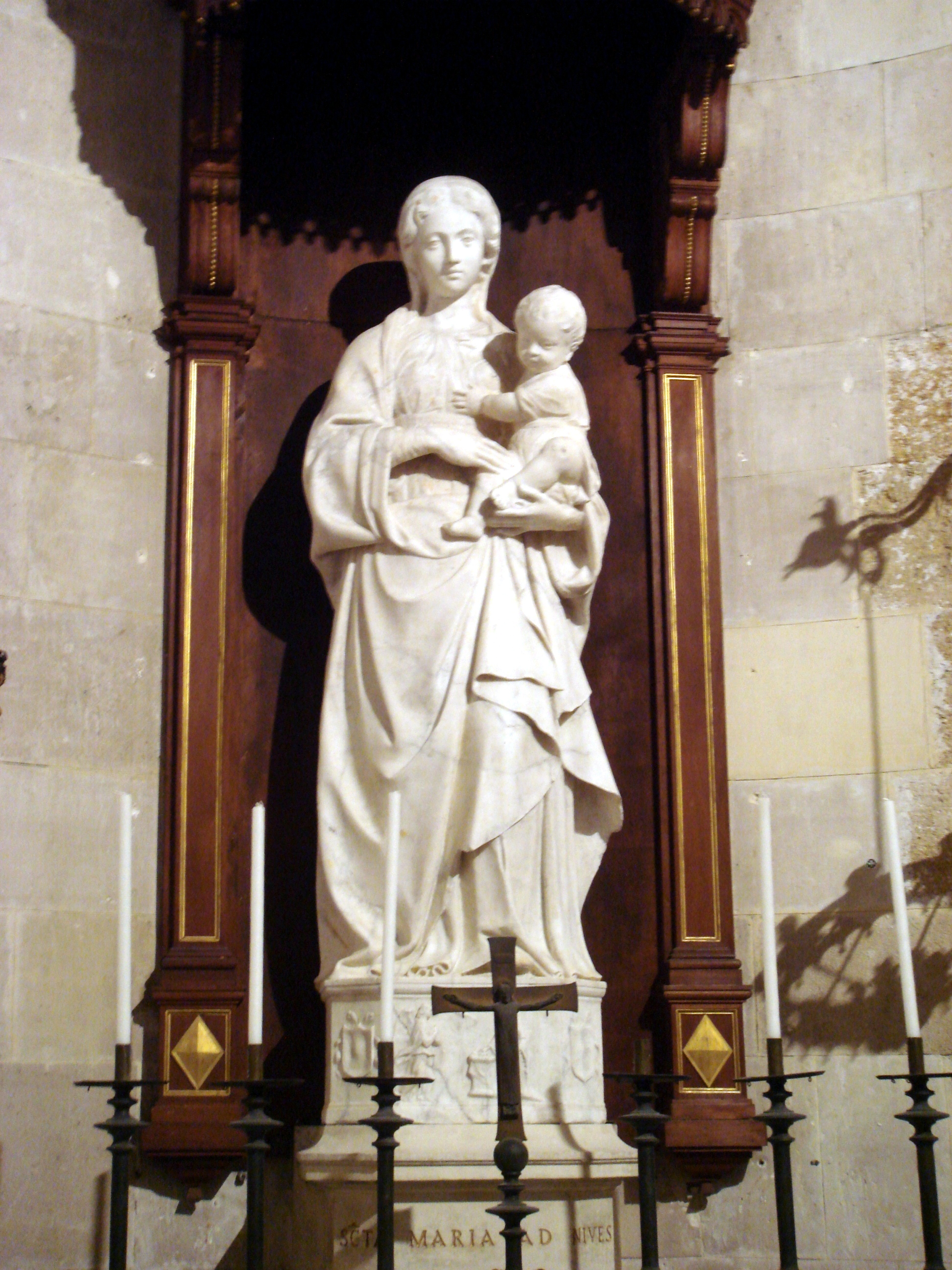
Madonnenstatue von Antonello Gagini

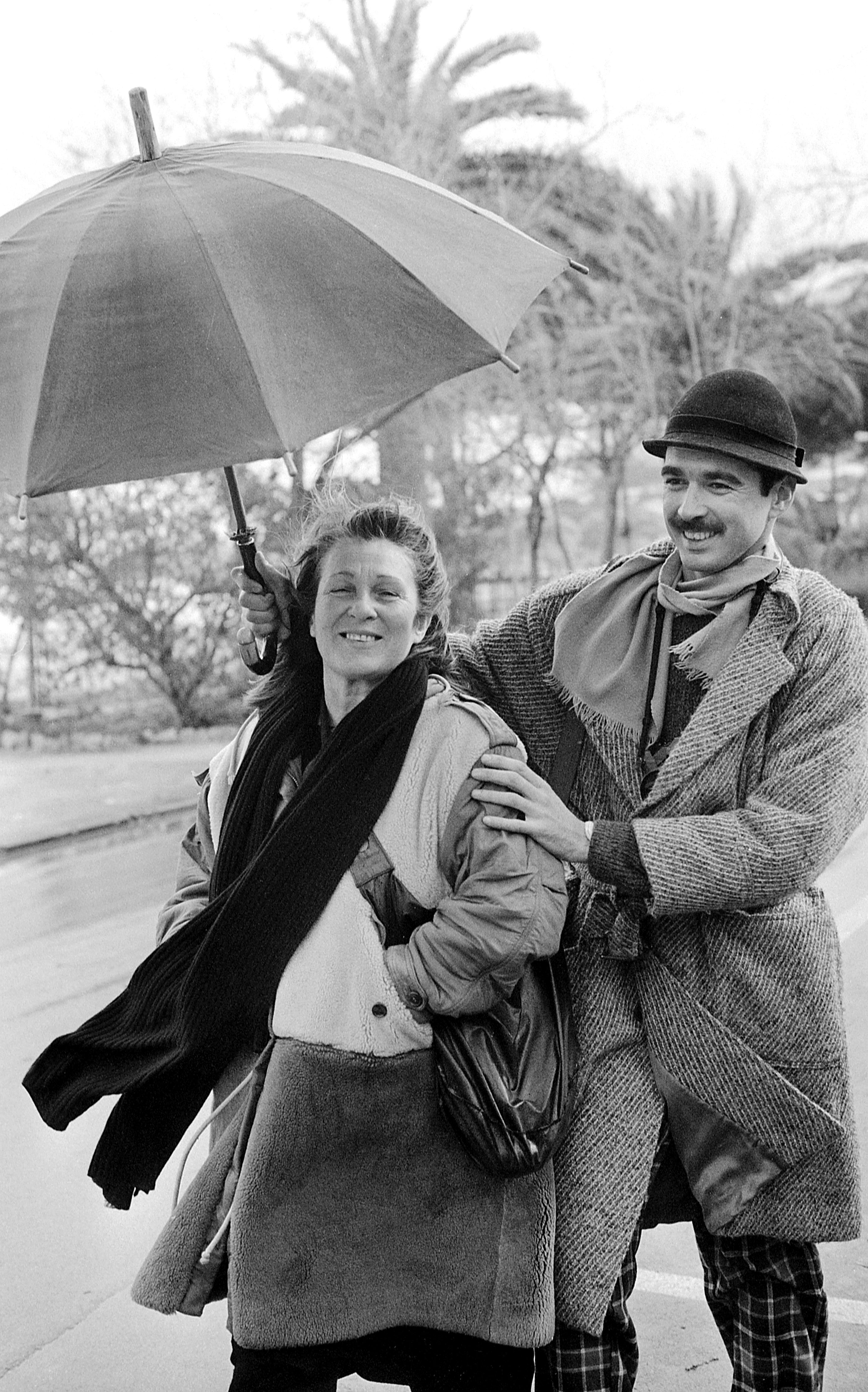
Letizia Battaglia

(suchen)
|                                    |                                 |                                                               |
| Domenico Gagini                    | († 1492)                        | Bildhauer der Frührenaissance, Hauptwerke in Palermo          |
| Francesco Laurana                  | (1430–1502)                     | Bildhauer der Frührenaissance, Hauptwerke in Palermo          |
| Giuliano Mancino                   | (vor 1475- nach 1524)           | Bildhauer der Renaissance                                     |
| Antonello Gagini                   | (1478–1536)                     | Bildhauer der Renaissance, Hauptwerke in Palermo              |
| Bartolomeo Berrettaro              | (aktiv 1498–1524)               | Bildhauer der Renaissance in Alcamo                           |
| Fedele Casella                     | (* um 1504)                     | Bildhauer der Renaissance, Hauptwerke in Palermo              |
| Giovanni Angelo Montorsoli         | (1507–1563)                     | Bildhauer der Renaissance, 1547–1557 Dombaumeister in Messina |
| Giacomo Gaggini                    | (1517–1598)                     | Bildhauer der Renaissance                                     |
| Fazio Gaggini                      | (um 1520–1567)                  | Bildhauer der Renaissance                                     |
| Vincenzo Gaggini                   | (1527–1595)                     | Bildhauer der Renaissance, Hauptwerke in Palermo              |
| Giovan Battista Mazzolo            | (nicht belegt)                  | Bildhauer der Renaissance, Hauptwerke in Messina              |
| Rinaldo Bonanno                    | (1530–1600)                     | Hauptwerke in Messina                                         |
| Giuseppe Spatafora                 | (16. Jahrhundert)               | Bildhauer und Architekt, Hauptwerke in Palermo                |
| Umile da Petralia                  | (Ende 16. Jh. – 1639)           | Bildschnitzer des Frühbarock                                  |
| Giovanni Gallina                   | (17. Jahrhundert)               | Bildhauer des Barock                                          |
| Innocenzo da Petralia              | (17. Jahrhundert)               | Bildschnitzer von Kruzifixen                                  |
| Li Volsi                           | (17. Jahrhundert)               | Künstlerfamilie, Bildhauer des Barock                         |
| Filippo Planzone                   | (1610–1636)                     | Bildhauer und Elfenbeinschnitzer                              |
| Gaspare Guercio                    | (1611–1679)                     | Bildhauer und Architekt, Hauptwerke in Palermo                |
| Carlo D’Aprile                     | (1621–1688)                     | Bildhauer und Architekt, Hauptwerke in Palermo                |
| Giovanni Travaglia                 | (1643–1687)                     | Bildhauer und Architekt, Hauptwerke in Palermo                |
| Giovanni Antonio Matera            | (1653–1718)                     | Bildhauer des Barock                                          |
| Giuseppe Serpotta                  | (1653–1719)                     | Bildhauer und Stuckateur des Barock                           |
| Giambattista Ragusa                | († 1727)                        | Bildhauer des Barock, Hauptwerke in Palermo                   |
| Giacomo Serpotta                   | (1656–1732)                     | Hauptwerke in Palermo                                         |
| Gioacchino Vitagliano              | (1669–1739)                     | Hauptwerke in Palermo                                         |
| Procopio Serpotta                  | (1679–1756)                     | Bildhauer und Stuckateur des Spätbarock                       |
| Ignazio Buceti                     | (18. Jahrhundert)               | Bildhauer des Barock                                          |
| Cristoforo Milanti                 | (18. Jahrhundert)               | Hauptwerke in Trapani                                         |
| Gaspare Firriolo                   | (zweite Hälfte 18. Jahrhundert) | Bildhauer und Stuckateur des Spätbarock                       |
| Ignazio Marabitti                  | (1719–1797)                     | Hauptwerke in Palermo                                         |
| Alberto Tipa                       | (1732–1783)                     | Bildhauer und Krippenbauer in Trapani                         |
| Filippo Quattrocchi                | (1738–1813)                     | Vertreter des Spätbarock                                      |
| Girolamo Bagnasco                  | (1759–1832)                     | Vertreter des Spätbarock und Klassizismus                     |
| Valerio Villareale                 | (1773–1854)                     | Vertreter des Neoklassizismus                                 |
| Nunzio Morello                     | (1806–1878)                     | Vertreter des Neoklassizismus                                 |
| Giuseppe Vaccaro (Bildhauer, 1808) | (1808–1889)                     | Terrakottabildner                                             |
| Giuseppe Prinzi                    | (1825–1895)                     | Hauptwerke u. a. in Messina                                   |
| Benedetto De Lisi                  | (1830–1875)                     | Bildhauer von Porträtbüsten                                   |
| Francesco Biangardi                | (1832–1911)                     | Bildhauer von Kirchenskulpturen                               |
| Salvatore Valenti                  | (1835–1903)                     | Hauptwerke in Palermo                                         |
| Domenico Costantino                | (1840–1915)                     | Hauptwerke in Palermo                                         |
| Benedetto Civiletti                | (1845–1899)                     | Bildhauer, Vertreter des Realismus                            |
| Ettore Ximenes                     | (1855–1926)                     | Bildhauer religiöser und mythologischer Themen                |
| Mario Rutelli                      | (1859–1941)                     | Bildhauer und Bronzegießer                                    |
| Domenico Trentacoste               | (1859–1933)                     | Bildhauer und Medailleur                                      |
| Michele Tripisciano                | (1860–1930)                     | Hauptwerke u. a. in Caltanissetta                             |
| Antonio Ugo                        | (1870–1950)                     | Bildhauer und Medailleur                                      |
| Carmello Cappello                  | (1912–1996)                     | Vertreter der Moderne                                         |
| Pietro Consagra                    | (1920–2005)                     | Vertreter der abstrakten Kunst                                |
| Alfio Giuffrida                    | (* 1953)                        | Bildhauer und Maler der Postmoderne                           |

## Fotografen
(suchen)
|                     |             |                                                                                                |
| Giuseppe Incorpora  | (1834–1914) | Portraits und Zeitdokumente                                                                    |
| Wilhelm von Gloeden | (1856–1931) | deutscher Fotograf, Pionier der Aktfotografie, lebte und arbeitete in Taormina                 |
| Letizia Battaglia   | (1935–2022) | Fotojournalistin, aktiv im Kampf gegen die Mafia, ehemalige Stadträtin Palermos                |
| Paola Pivi          | (* 1971)    | Fotografin und Performancekünstlerin, schuf das Fotoprojekt Alicudi auf den Liparischen Inseln |

## Komponisten

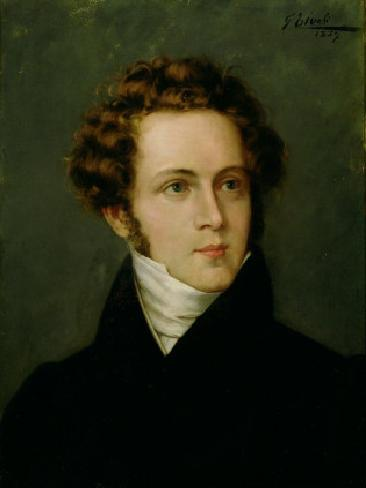
Vincenzo Bellini

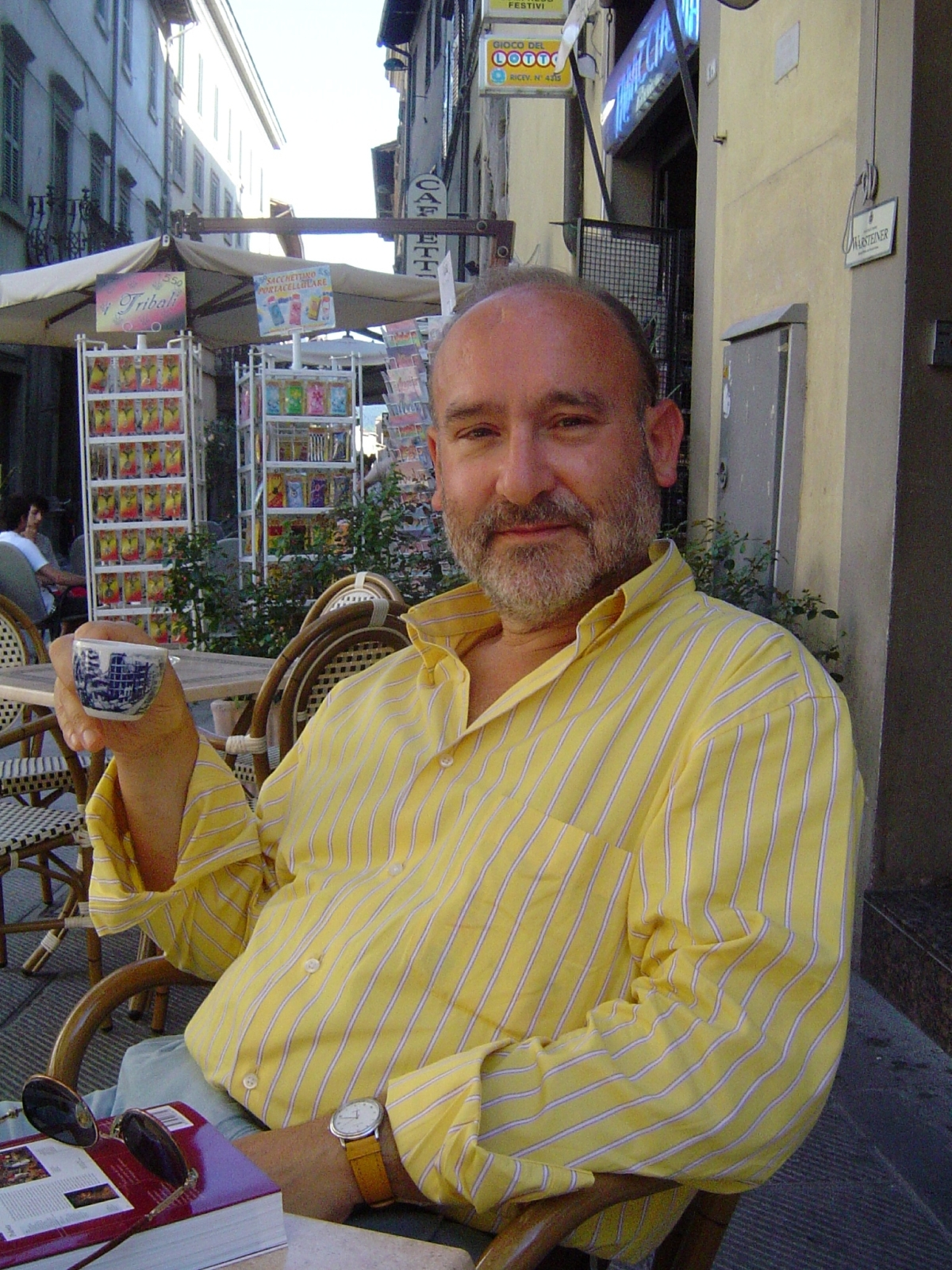
Salvatore Sciarrino

(suchen)
|                             |             |                                                                                 |
| Vincenzo Gallo              | (1550–1607) | Vertreter der Renaissance, Kapellmeister in Palermo                             |
| Sigismondo d’India          | (1582–1629) | Wegbereiter der Barockmusik in Italien                                          |
| Francesco Antonio Pistocchi | (1659–1726) | Komponist und Librettist                                                        |
| Alessandro Scarlatti        | (1660–1725) | Vertreter des Barock, Komponist von Opern und Kantaten                          |
| Francesco Scarlatti         | (1666–1741) | Komponist und Violinist                                                         |
| Emanuele d’Astorga          | (1680–1757) | Komponist von Kantaten                                                          |
| Pietro Antonio Coppola      | (1793–1876) | Komponist von Opern und Dirigent                                                |
| Giovanni Pacini             | (1796–1867) | Vertreter der Romantik, Komponist von Opern, Kantaten und Oratorien             |
| Vincenzo Bellini            | (1801–1835) | Vertreter der Romantik, Komponist von Opern                                     |
| Pietro Platania             | (1828–1907) | Komponist und Musikpädagoge                                                     |
| Antonio Pasculli            | (1842–1924) | Komponist von Werken für Blasinstrumente, Oboenvirtuose                         |
| Antonio Scontrino           | (1850–1922) | Vertreter der Romantik, Komponist von Opern                                     |
| Pierantonio Tasca           | (1858–1934) | Komponist von Opern                                                             |
| Francesco Paolo Frontini    | (1860–1939) | Komponist vorwiegend von Opern                                                  |
| Antonio Savasta             | (1874–1959) | Komponist und Musikpädagoge                                                     |
| Francesco Pennisi           | (1934–2000) | Komponist von Schauspielmusik, von Werken für Orchester und für Soloinstrumente |
| Salvatore Sciarrino         | (* 1947)    | Komponist bekannter Musiktheaterwerke                                           |
| Giorgio Occhipinti          | (* 1969)    | Jazzkomponist und Bandleader                                                    |

## Musiker

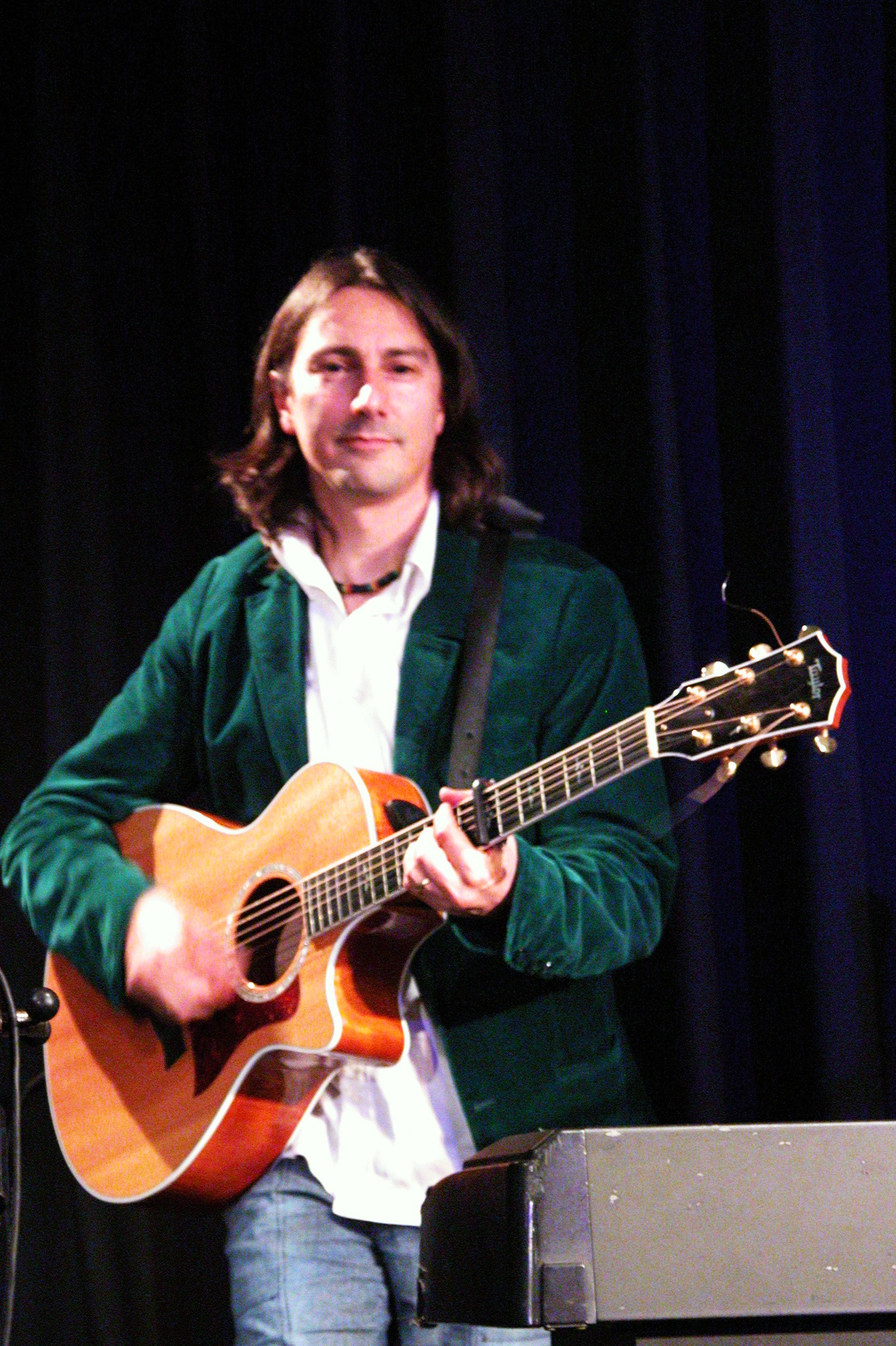
Pippo Pollina

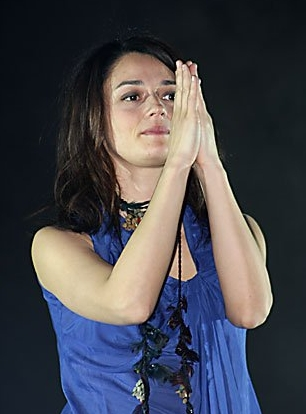
Carmen Consoli

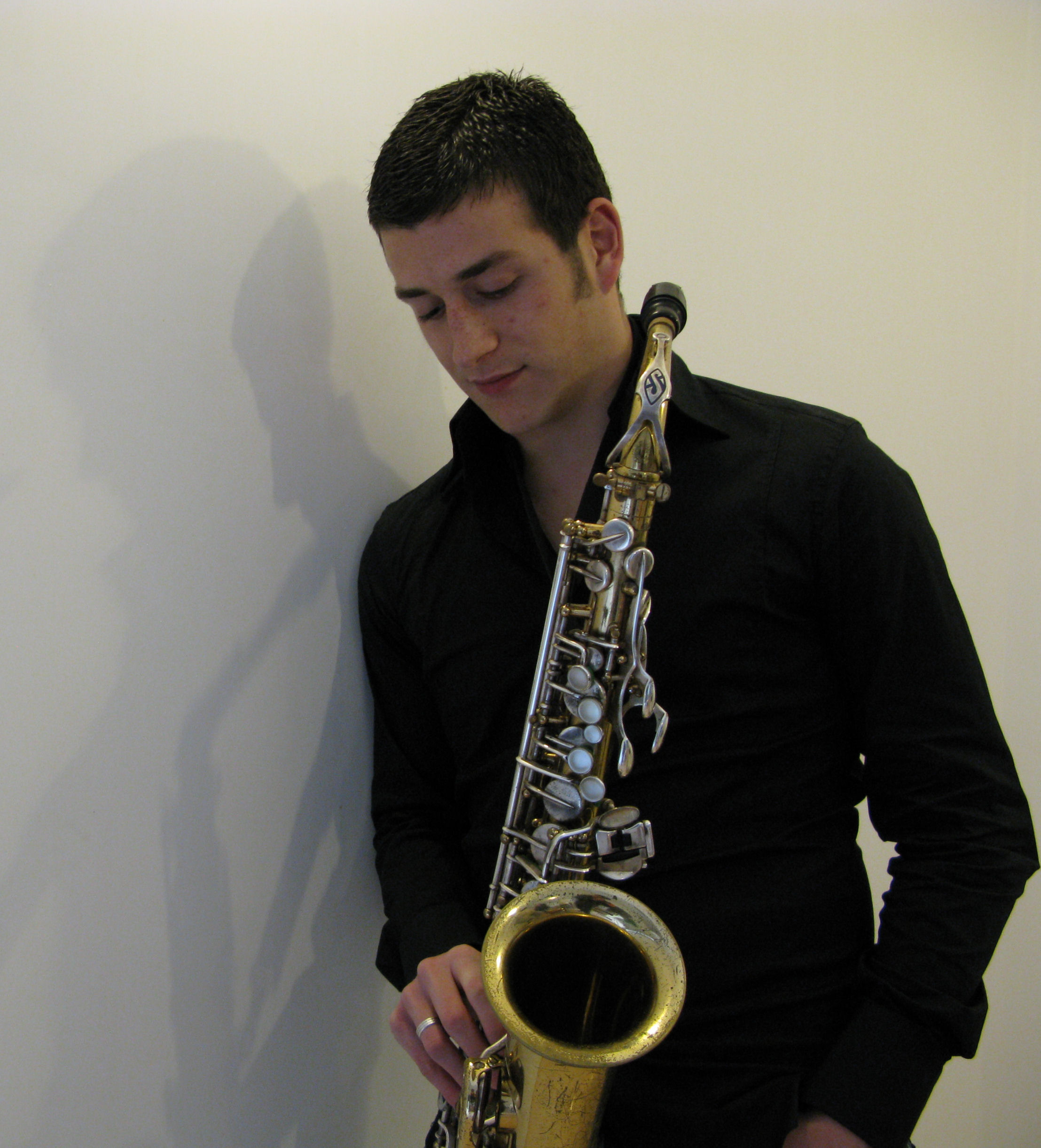
Francesco Cafiso

(suchen)
|                     |             |                                           |
| Mario Sammarco      | (1868–1930) | Opernsänger                               |
| Franco Ferrara      | (1911–1985) | Dirigent                                  |
| Giuseppe Di Stefano | (1921–2008) | Opernsänger                               |
| Rosa Balistreri     | (1927–1990) | Volkssängerin                             |
| Umberto Balsamo     | (* 1942)    | Liedermacher                              |
| Franco Battiato     | (1945–2021) | Liedermacher                              |
| Gianni Bella        | (* 1946)    | Sänger (Bruder von Marcella Bella)        |
| Marcella Bella      | (* 1952)    | Sängerin (Schwester von Gianni Bella)     |
| Bino                | (1953–2010) | Schlagersänger                            |
| Lucia Aliberti      | (* 1957)    | Opernsängerin                             |
| Etta Scollo         | (* um 1960) | Sängerin                                  |
| Sebi Tramontana     | (* 1960)    | Jazzposaunist                             |
| Gianni Gebbia       | (* 1961)    | Jazzsaxophonist und -klarinettist         |
| Salvatore Bonafede  | (* 1962)    | Jazzpianist                               |
| Giovanni Sollima    | (* 1962)    | Cellist und Komponist                     |
| Manuel Zurria       | (* 1962)    | Flötist                                   |
| Pippo Pollina       | (* 1963)    | Liedermacher                              |
| Giovanni Mazzarino  | (* 1965)    | Jazzpianist und Bandleader                |
| Fabio Romano        | (* 1967)    | Pianist und Hochschuldozent               |
| Gerardina Trovato   | (* 1967)    | Sängerin, Liedermacherin                  |
| Fabrizio Puglisi    | (* 1969)    | Jazzbassist                               |
| Mario Biondi        | (* 1971)    | Sänger                                    |
| Silvia Balistreri   | (* 1974)    | Sängerin, Songwriterin und Tänzerin       |
| Carmen Consoli      | (* 1974)    | Sängerin                                  |
| Cettina Donato      | (* 1976)    | Jazzpianistin, Komponistin und Dirigentin |
| Antonino Fogliani   | (* 1976)    | Dirigent                                  |
| Enzo Sutera         | (* 1976)    | Gitarrist                                 |
| Alborosie           | (* 1977)    | Reggaemusiker                             |
| Silvia Salemi       | (* 1978)    | Sängerin                                  |
| Giusy Ferreri       | (* 1979)    | Popsängerin                               |
| Colapesce           | (* 1983)    | Sänger, Liedermacher                      |
| Francesco Cafiso    | (* 1989)    | Jazzsaxophonist                           |

## Autoren

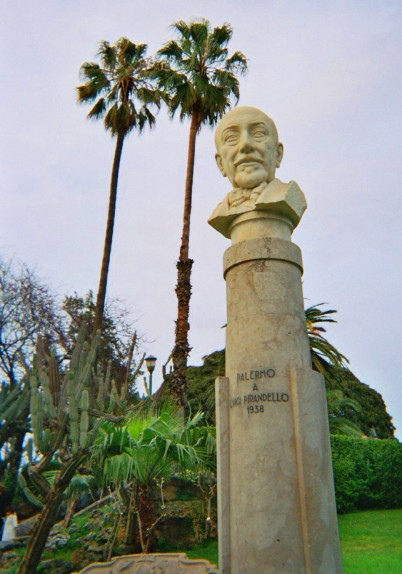
Büste Luigi Pirandellos in Palermo

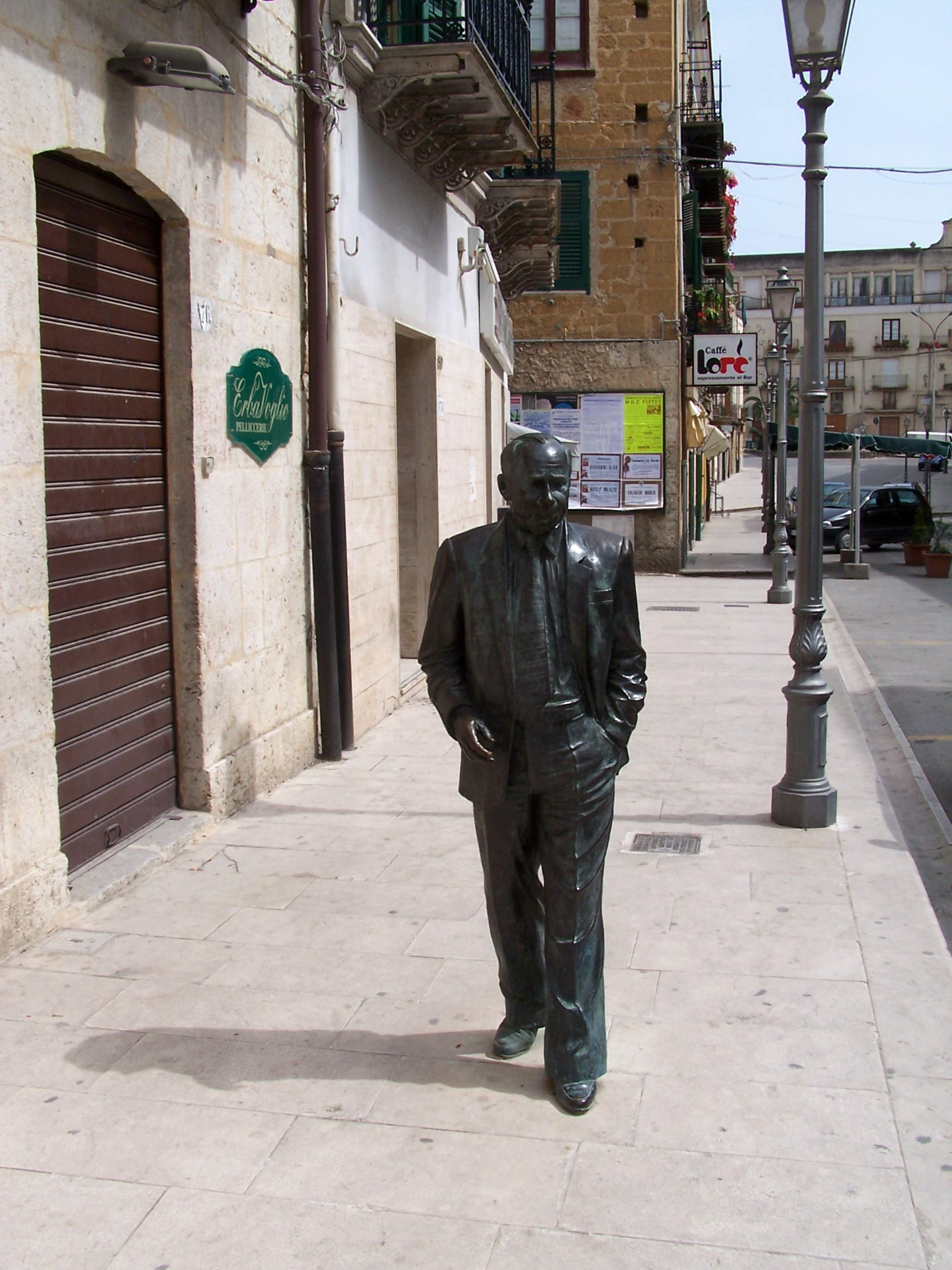
Statue Leonardo Sciascias in Racalmuto

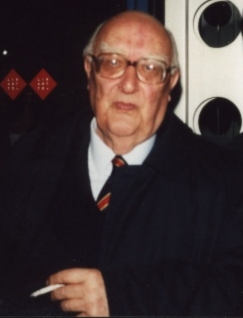
Andrea Camilleri

(suchen)
|                              |                      | |
| Stesichoros                  | (um 630–556 v. Chr.) | dorischer Lyriker, zählt zum Kanon der neun Lyriker                                                          |
| Sappho                       | (um 630–570 v. Chr.) | bedeutende Lyrikerin des klassischen Altertums, zählt zum Kanon der neun Lyriker, lebte im Exil auf Sizilien |
| Simonides von Keos           | (556–467 v. Chr.)    | griechischer Dichter, zählt zum Kanon der neun Lyriker, mehrere Aufenthalte am Hof des Hieron I. in Syrakus  |
| Aischylos                    | (525–456 v. Chr.)    | griechischer Tragödiendichter, mehrere Aufenthalte am Hof des Hieron I. in Syrakus                           |
| Pindar                       | (um 520–445 v. Chr.) | griechischer Dichter, zählt zum Kanon der neun Lyriker, mehrere Aufenthalte am Hof des Hieron I. in Syrakus  |
| Empedokles                   | (um 490–430 v. Chr.) | Philosoph, Arzt, Politiker, Sühnepriester und Dichter                                                        |
| Theokritos                   | (um 270 v. Chr.)     | Dichter, Hauptvertreter der bukolischen Poesie der Griechen                                                  |
| Giacomo da Lentini           | (1210–1260)          | Mitglied der Sizilianischen Dichterschule                                                                    |
| Antonio Veneziano            | (1543–1593)          | Lyriker |
| Scipione Errico              | (1592–1670)          | Dichter |
| Giovanni Meli                | (1740–1815)          | Lyriker und Naturwissenschaftler                                                                             |
| Luigi Capuana                | (1839–1915)          | Vertreter des italienischen Verismus                                                                         |
| Giovanni Verga               | (1840–1922)          | Vertreter des italienischen Verismus                                                                         |
| Mariannina Coffa             | (1841–1878)          | Dichterin |
| Laura Gonzenbach             | (1842–1878)          | Sammlung sizilianischer Volksmärchen                                                                         |
| Mario Rapisardi              | (1844–1912)          | Dichter |
| Luigi Pirandello             | (1867–1936)          | Dramatiker, Nobelpreis für Literatur 1934                                                                    |
| Nino Martoglio               | (1870–1921)          | Schriftsteller, Verleger, Regisseur und Produzent                                                            |
| Maria Messina                | (1887–1944)          | Schriftstellerin von Romanen und Erzählungen                                                                 |
| Giuseppe Tomasi di Lampedusa | (1896–1957)          | Schriftsteller und Literaturwissenschaftler                                                                  |
| Ignazio Buttitta             | (1899–1997)          | Lyriker, Preisträger des Premio Viareggio 1972                                                               |
| Salvatore Quasimodo          | (1901–1968)          | Lyriker und Kritiker, Nobelpreis für Literatur 1959                                                          |
| Vitaliano Brancati           | (1907–1954)          | Schriftsteller zeitkritischer Romane                                                                         |
| Elio Vittorini               | (1908–1966)          | autodidaktischer Publizist und Übersetzer, Vertreter des literarischen Neorealismus                          |
| Natalia Ginzburg             | (1916–1991)          | Autorin italienischer Literatur des 20. Jahrhunderts                                                         |
| Stefano D’Arrigo             | (1919–1992)          | Schriftsteller                                                                                               |
| Gesualdo Bufalino            | (1920–1996)          | Schriftsteller und Romancier                                                                                 |
| Leonardo Sciascia            | (1921–1989)          | Schriftsteller und Romancier                                                                                 |
| Giuseppe Bonaviri            | (1924–2009)          | Schriftsteller, hauptberuflich Kardiologe                                                                    |
| Goliarda Sapienza            | (1924–1996)          | Schriftstellerin und Schauspielerin                                                                          |
| Andrea Camilleri             | (1925–2019)          | Schriftsteller, Drehbuchautor und Regisseur                                                                  |
| Giuseppe Fava                | (1925–1984)          | Schriftsteller und Dramatiker                                                                                |
| Vincenzo Consolo             | (1933–2012)          | Autor von Romanen, Gedichten und Reiseberichten                                                              |
| Dacia Maraini                | (* 1936)             | Autorin und Feministin                                                                                       |
| Silvana La Spina             | (* 1945)             | Autorin von Kriminalromanen                                                                                  |
| Silvana Grasso               | (* 1952)             | Schriftstellerin, Journalistin und Altphilologin                                                             |
| Roberto Alajmo               | (* 1959)             | Schriftsteller und Journalist                                                                                |
| Roberto Andò                 | (* 1959)             | Schriftsteller, Essayist, Theater- und Filmemacher                                                           |
| Luigi Brogna                 | (1961–2008)          | Schriftsteller, verfasste deutschsprachige Romane                                                            |
| Roberto Mistretta            | (* 1963)             | Kinderbuch-, Drehbuch- und Krimiautor                                                                        |
| Nino Vetri                   | (* 1964)             | Schriftsteller und Musiker                                                                                   |
| Emma Dante                   | (* 1967)             | Autorin und Theaterregisseurin                                                                               |
| Lara Cardella                | (* 1969)             | Autorin eines Bestsellers                                                                                    |
| Germana Fabiano              | (* 1971)             | Autorin von Romanen und Erzählungen                                                                          |
| Cristina Cassar Scalia       | (* 1977)             | Autorin von Kriminalromanen                                                                                  |
| Melissa Panarello            | (* 1985)             | Autorin autobiografischer Romane                                                                             |

## Schauspieler

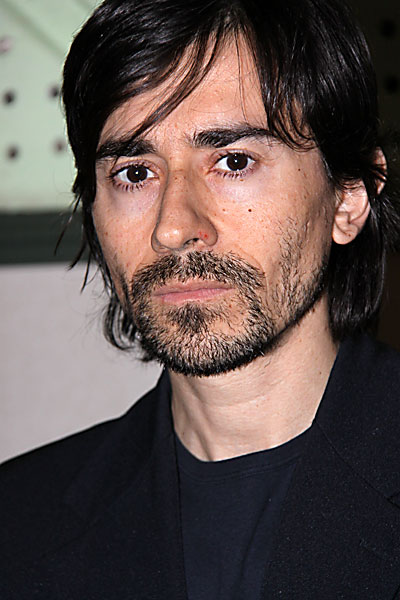
Luigi Lo Cascio

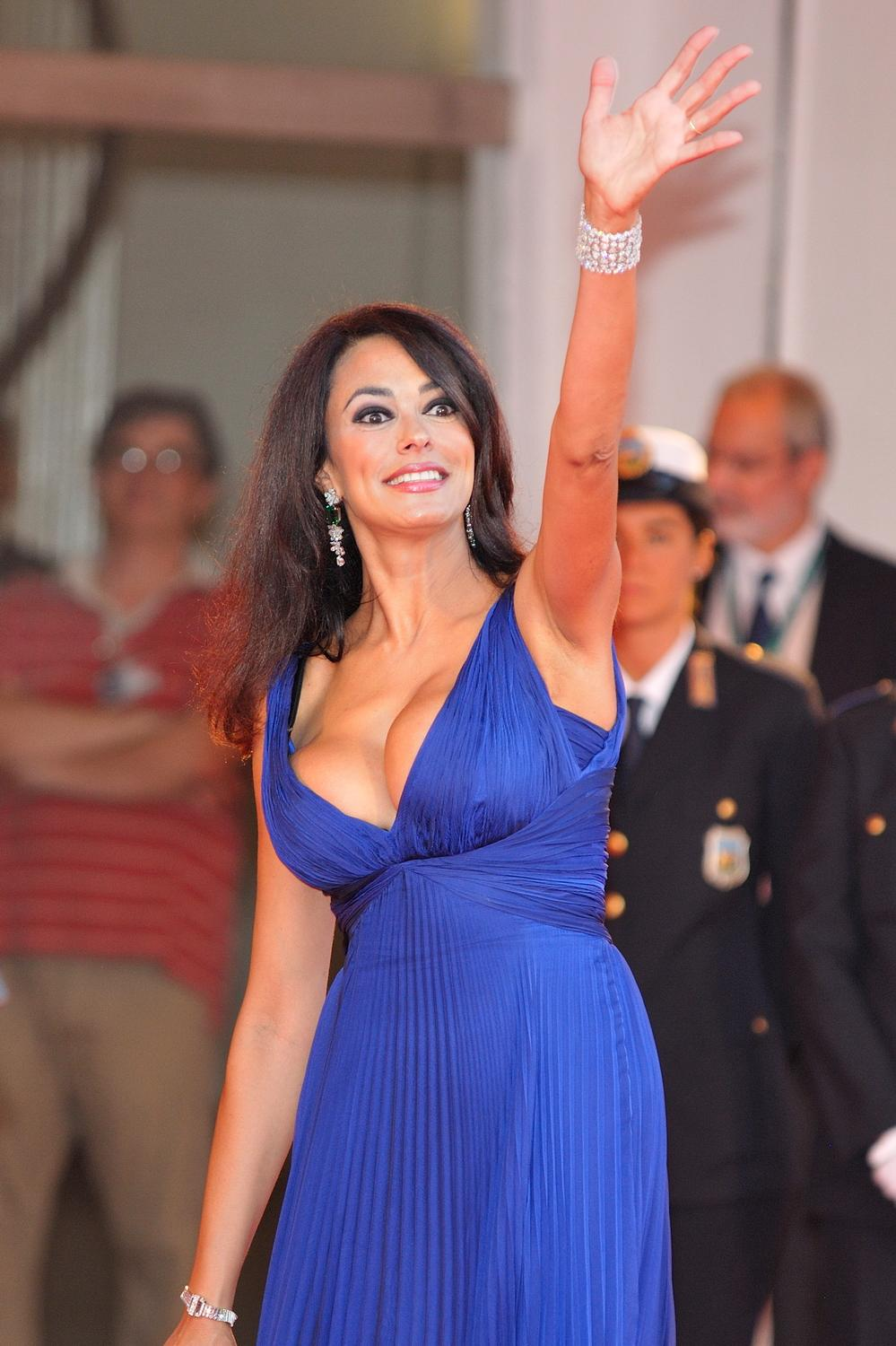
Maria Grazia Cucinotta

|                         |             |                                                                 |
| Rosina Anselmi          | (1876–1965) | Theater- und Filmschauspielerin                                 |
| Saro Arcidiacono        | (1886–1972) | Theater- und Filmschauspieler                                   |
| Salvo Randone           | (1906–1991) | Theater- und Filmschauspieler                                   |
| Gino Buzzanca           | (1912–1985) | Theater- und Filmschauspieler                                   |
| Turi Ferro              | (1921–2001) | Theater- und Filmschauspieler                                   |
| Tano Cimarosa           | (1922–2008) | Filmschauspieler und Filmregisseur                              |
| Ciccio Ingrassia        | (1923–2003) | Filmschauspieler und Komiker, Mitglied des Duos Franco & Ciccio |
| Franco Franchi          | (1928–1992) | Filmschauspieler und Komiker, Mitglied des Duos Franco & Ciccio |
| Pino Caruso             | (1934–2019) | Filmschauspieler und Regisseur                                  |
| Tuccio Musumeci         | (* 1934)    | Filmschauspieler                                                |
| Lando Buzzanca          | (1935–2022) | Filmschauspieler                                                |
| Claudio Undari          | (1935–2008) | Filmschauspieler                                                |
| Daniela Rocca           | (1937–1995) | Filmschauspielerin                                              |
| Concetto Franco Diogene | (1947–2005) | Theater- und Filmschauspieler                                   |
| Franco Merli            | (1956–2025) | Filmschauspieler                                                |
| Rosario Fiorello        | (* 1960)    | Filmschauspieler und Entertainer                                |
| Ninni Bruschetta        | (* 1962)    | Filmschauspieler, Regisseur und Drehbuchautor                   |
| Anna Kanakis            | (1962–1923) | Filmschauspielerin                                              |
| Enrico Lo Verso         | (* 1964)    | Filmschauspieler                                                |
| Vincenzo Amato          | (* 1966)    | Filmschauspieler und Bildhauer                                  |
| Luigi Lo Cascio         | (* 1967)    | Theater- und Filmschauspieler                                   |
| Maria Grazia Cucinotta  | (* 1969)    | Filmschauspielerin und Model                                    |
| Giuseppe Fiorello       | (* 1969)    | Filmschauspieler                                                |
| Vincenzo Ferrera        | (* 1973)    | Theater- und Filmschauspieler                                   |
| Loredana Cannata        | (* 1975)    | Theater- und Filmschauspielerin                                 |
| Tiziana Lodato          | (* 1976)    | Filmschauspielerin                                              |
| Nicole Grimaudo         | (* 1980)    | Filmschauspielerin                                              |
| Isabella Ragonese       | (* 1981)    | Filmschauspielerin                                              |
| Giuseppe Sulfaro        | (* 1984)    | Filmschauspieler                                                |

## Filmschaffende

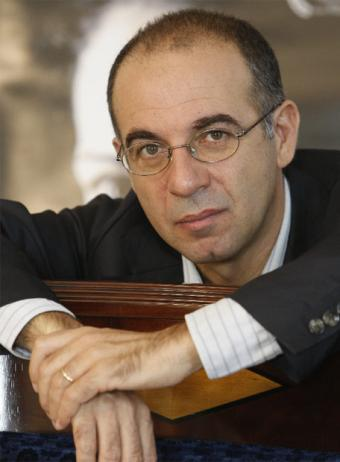
Giuseppe Tornatore

|                         |             |                                                                               |
| Umberto Barbaro         | (1902–1959) | Filmtheoretiker und - kritiker, Drehbuchautor, Dokumentarfilmer               |
| Luchino Visconti        | (1906–1976) | Theater- und Filmregisseur                                                    |
| Vittorio De Seta        | (* 1923)    | Filmregisseur und Drehbuchautor                                               |
| Giuseppe Tornatore      | (* 1956)    | Filmregisseur, Oscarpreisträger 1990                                          |
| Francesco Calogero      | (* 1957)    | Filmregisseur und Drehbuchautor                                               |
| Aldo Baglio             | (* 1958)    | Filmregisseur, Komiker und Schauspieler                                       |
| Franco Maresco          | (* 1958)    | Filmregisseur, Drehbuchautor und Filmproduzent                                |
| Roberto Andò            | (* 1959)    | Theater- und Filmregisseur                                                    |
| Pietro Scalia           | (* 1960)    | Filmeditor, Oscarpreisträger 1992 und 2002                                    |
| Daniele Ciprì           | (* 1962)    | Filmregisseur und Kameramann                                                  |
| Emanuele Crialese       | (* 1965)    | Filmregisseur und Drehbuchautor                                               |
| Fabio Grassadonia       | (* 1968)    | Filmregisseur und Drehbuchautor des Duos Fabio Grassadonia und Antonio Piazza |
| Rosa Barba              | (* 1972)    | Filmregisseurin und Medienkünstlerin                                          |
| Pierfrancesco Diliberto | (* 1972)    | Filmregisseur, Drehbuchautor und Fernsehmoderator                             |
| Piero Messina           | (* 1981)    | Filmregisseur und Drehbuchautor                                               |

## Designer
|                |          |                                                    |
| Domenico Dolce | (* 1958) | Modedesigner, Mitbegründer der Firma Dolce&Gabbana |